# Ajaj
Ajaj –‬‭ król Makurii w Nubii w latach około 1295-1311. 
Był następcą Szamamuna. Jest wymieniony w źródłach arabskich w 1304/1305 roku. Przebywał wtedy w Kairze prosząc o pomoc wojskową sułtana mameluckiego. W 1311 roku Ajaj został zabity. Jego następcą był jego brat Karanbas (1311-1316, 1323-1324).